# Scheffau am Tennengebirge
Scheffau am Tennengebirge è un comune austriaco di 1 372 abitanti nel distretto di Hallein, nel Salisburghese. Nel 1939 ha inglobato i comuni soppressi di Wallingwinkl e Weitenau.